# Hamar–Grundsetbanen
| Hamar–Grundset | Hamar–Grundset    |
| --- | ----------------- |
| Hamar-Grundsetbanen. Die Nebenbahn Ådalsbruk–Klevfoss ist nicht in der Karte eingezeichnet                                                                       |                   |
| Der erste Bahnhof von Elverum, ca. 1870. Der Standort wurde verändert, als 1910–1913 Solørbanen bis Elverum gebaut und ein neues Bahnhofsgebäude errichtet wurde |                   |
| Streckenlänge: | 38 km             |
| Spurweite: | 1067 mm (Kapspur) |
| |                   |

Hamar–Grundsetbanen (H.G.B.) war eine der drei norwegischen Bahnstrecken, deren Bau vom Storting am 3. September 1857 zusammen mit der Kongsvingerbanen und der Trondhjem–Størenbanen als Norwegens erste Staatsbahnen beschlossen wurden.

## Geschichte
Die Entscheidung für den Streckenbau fiel 1857 allerdings nur für das Streckenstück Hamar–Elverum und deren Endstation am Ostufer der Glomma. Am 7. Oktober 1859 beschloss das Parlament aber eine Änderung der Linienführung. Die Strecke wurde statt über den Fluss entlang dem westlichen Ufer weiter bis Grundset, etwa sechs Meilen nördlich von Elverum, weitergeführt. Die Verbindung wurde als Schmalspurbahn in der von Carl Abraham Pihl, der am Bau mitwirkte, entwickelten Spurweite von 1067 mm, der CAP-Spur, gebaut und am 23. Juni 1862 eröffnet.
Die Strecke war die zweite Eisenbahnstrecke auf dem Staatsgebiet des heutigen Norwegen, zugleich war sie die erste staatliche Eisenbahnstrecke.
Grundsetbanen ist der südlichste Teil der Rørosbane. Bereits 1871 wurde die Grundset-Aamotbane gebaut. Die Aufgaben des Bahnhofes in Grundset wurden dann zur neuen Endstation in Rena verlegt.
Die gesamte Rørosbane, zu der die Grundetbane heute gehört, wurde am 13. Oktober 1877 offiziell eröffnet.

## Umspurung der Rørosbane
Mit der Inbetriebnahme der Solørbane 1913 mit dem normalspurigen Streckenabschnitt zwischen Kongsvinger und Elverum stellte sich das Problem, in Zukunft die Fracht umzuladen oder die anschließende Strecke ebenfalls auf Normalspur umzubauen. 1917 wurde eine dritte Schiene eingebaut. Damit konnten sowohl Schmalspur- wie auch Normalspurzüge verkehren. Dieser Übergangsbetrieb zwischen Rena und Elverum wurde am 16. November 1917 und zwischen Elverum und Hamar am 29. November 1917 aufgenommen. Am 8. September 1931 endete dieser gemischte Betrieb zwischen Elverum und Hamar, zwischen Elverum und Koppang wurde er am 7. Oktober eingestellt. Ab diesem Zeitpunkt verkehrten nur noch Normalspurzüge und die dritte Schiene wurde abgebaut.

## Betriebsmittel
Bei der Eröffnung der Grundsetbane waren dieser Strecke drei Lokomotiven, fünf Personenwagen und 50 Güterwagen zugeteilt.